# Kalejak-e ‘Olyā
Kalejak-e ‘Olyā (persiska: کلجک علیا, کلجک) är en ort i Iran.   Den ligger i provinsen Kerman, i den sydöstra delen av landet, 1 000 km sydost om huvudstaden Teheran. Kalejak-e ‘Olyā ligger 1 186 meter över havet och antalet invånare är 637.
Terrängen runt Kalejak-e ‘Olyā är varierad. Runt Kalejak-e ‘Olyā är det glesbefolkat, med 12 invånare per kvadratkilometer. Kalejak-e ‘Olyā är det största samhället i trakten. Trakten runt Kalejak-e ‘Olyā består i huvudsak av gräsmarker.